# Skällebreven

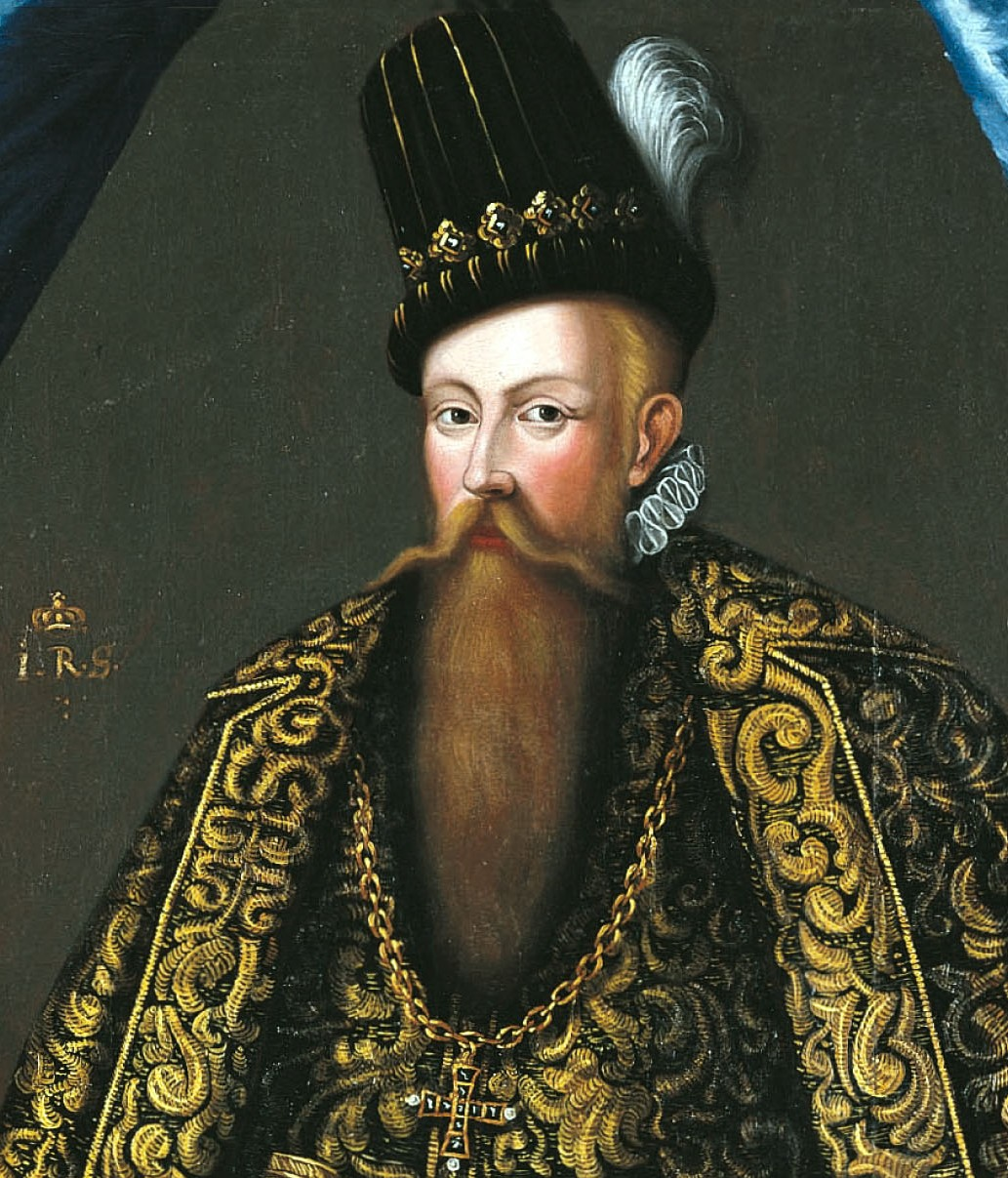
Johan III.

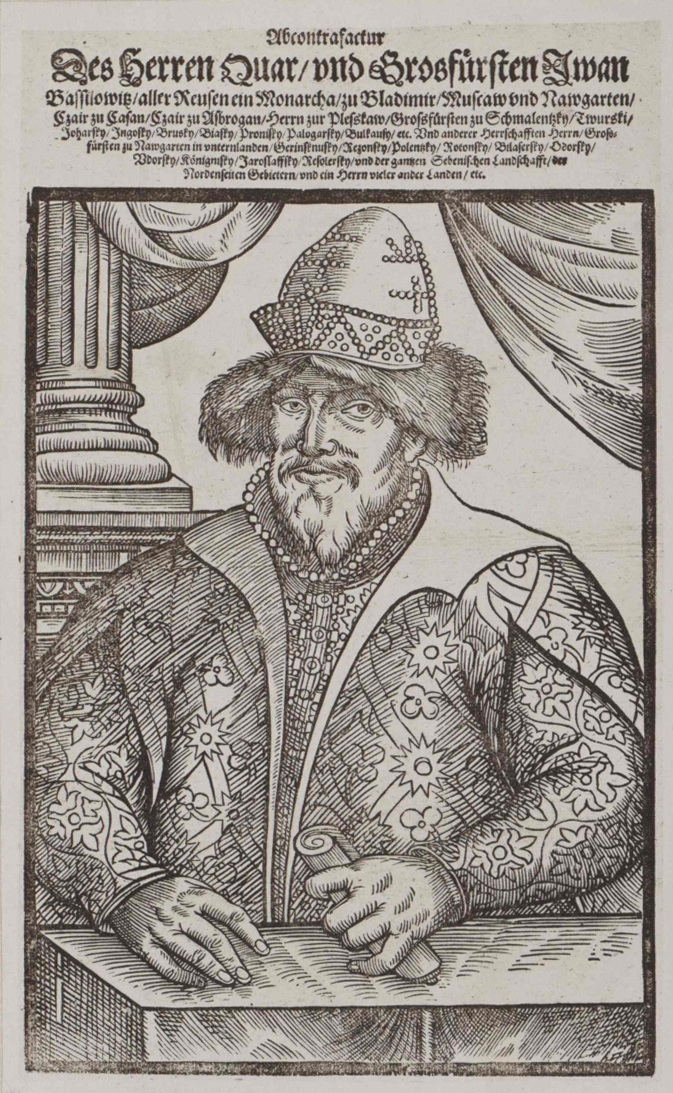
Ivan IV.

Skällebreven kallas de brev som växlades mellan Johan III och den ryske tsaren Ivan IV åren 1572 och 1573. Breven är unika till sin karaktär och avslöjar ett oförsonligt hat mellan de båda regenterna. De ledde till att fredsuppgörelser mellan länderna blev omöjliga och det nordiska tjugofemårskriget fortsatte i allt grymmare form, vilket brukar exemplifieras med avrättningen av Hans Boije af Gennäs.

## Bakgrund
Ett av Rysslands försök att expandera västerut misslyckades när den ryske tsaren Ivan IV 1560 hade fått avslag på sitt frieri till den polska prinsessan Katarina Jagellonica. Hon gavs i stället av strategiska skäl till hertig Johan. En ny möjlighet dök upp när Erik XIV 1566 behövde Rysslands stöd i kriget mot Polen. Tsaren ville i utbyte att Katarina skulle utlämnas till honom. Överenskommelsen undertecknades och året därefter kom en rysk beskickning på 200 man till Stockholm för att hämta hertiginnan. Den hade oturen att komma mitt under upproret mot kungen och följden blev att sändebuden misshandlades och förnedrades av hertigarnas trupper. De skickades tillbaka med ett brev från Johan där han skyllde allt på den avsatte brodern och sade sig vara villig till fred.
Tsaren svarade med ett brev där han ursäktade sig med förklaringen att han hört att Johan var död och att Katarina hållits fången. Han hade velat befria henne från fångenskapen. Dessutom välkomnade han en delegation från Sverige för att underteckna ett fredsfördrag mellan de båda länderna. 57 man ingick i den svenska delegationen, som var ledd av biskop Paul Juusten och Tönnes Olsson (Wildeman). I september 1569 anlände de till Novgorod, där de först fick vänta i tre månader innan de under förnedrande former fick träffa ståthållaren, som krävde att de skulle förhandla med denne, och inte direkt med tsaren som företrädare för en med denne jämbördig furste. De plundrades dessutom, misshandlades och släpades runt på Novogorods gator. Sedan fördes de med fångtransport till Moskva där förolämpningarna fortsatte, innan de togs till staden Murom där de tvingades stanna i över ett år. Efter ytterligare ett år fick de i Novgorod träffa Ivan, som överlämnade ett oantagbart fredsförslag. Tönnes Olsson fick resa med förslaget till Stockholm, medan de övriga kvarvarande medlemmarna av delegationen fick ta sig till Viborg, dit de kom 1 februari 1572.

## Skällebreven
Medan den svenska legationen satt fängslad utväxlade härskarna brev. Tsaren lät Johan veta att orsaken till att – som han uttrycker sig – "vår vrede över ditt land upptänd är", dels var att Johan inte bekymrat sig om att rädda de ryska sändebuden undan deras skymfliga behandling, dels att de svenska sändebuden när de fått träffa Ivans bojarer hade burit sig mycket oförståndigt åt "och stodo för dem lika som andre träbeläter". Några underhandlingar mellan Johan och tsaren direkt ville Ivan inte längre gå med på, utan ville svenske kungen undvika ett ovänligt besök "på de svenske holmar" så fick han bekväma sig att "efter den förre sedvana" underhandla med ståthållaren i Stora Novgorod. Men Johan krävde att få avsluta sina traktater direkt med tsaren och av Ivan bli aktad lika högt som av "romerske kejsaren och alle kristne konungar". Han var nämligen "en regerande kristlig konung" över ett väldigt konungarike och var "icke pliktig till att vara någon herre undergiven uti någon måtto".
I ett svar från 1571 började Ivan med att "förundra [sig] och le [över] att han vill förhäva sig och vara så högmodig, förgätandes sitt fäderne uti en by i Småland" och att hävda att Johan borde vara tacksam som fått förhandla med tsarens ståthållare. Han hävdade vidare att Sverige en gång lytt under Novgorod, och sade sig vara trött på de svenska provokationerna i Livland. Han avslutade med att meddela att han möjligen kunde tänka sig att förhandla om Johan sände drottning Katarina och parets söner till honom.
Ett senare brev från Ivan från januari 1573 (då kriget redan brutit ut) är endast känt genom Johans svarsbrev, vari han förolämpar Ivan genom att meddela hur han "förnummit vad oförnuftig, bondaktig högfärd, lögn och förakt du brukar mot oss", och förundras över att Ivan varit son till en storfurste, eftersom han tycktes uppfödd bland bönder, varefter han försvarar sin fader mot Ivans anklagelse om att denne skall ha varit "en bonde, smålänning och icke utav herresläkt", samt fortsätter med fler förolämpningar. Ett bevarat utkast har än skarpare formuleringar, men det är otroligt om ens det urvattnade brevet nått fram till tsaren.
Medan denna brevväxling pågick hade Ivan också trätt i förbindelse med Erik, under den tid denne satt fången på Åbo slott. Den avsatte konungen hade med ett av Johans sändebud till tsaren fått framförd en bön om hjälp, "vore det än med en ringa krigsmakt". På detta svarade Ivan att han mindes den tidigare kungens tjänstvillighet mot honom och förklarade sig villig att "benåda" honom med sin stora gunst och nåde. "Och", skriver han, "för din broder Johans otacksamhets skuld och den vanära, som han gjorde Våre fullmyndige sändebud vele Vi med Guds nådige tillhjälp, om Gud vill, komma med vår störste krigsmakt emot din broder Johan och sända vårt svärd utöver hele Sveriges land och vele bevisa dig tillbörlig gunst och nåd och stå dig bi. Detta måtte du veta hemligen, och betänk du vid dig, huru det bäst kan ske, och anse den lägenhet, som där är, och att du det beställer dig hemligen, att det icke bliver dem svenskom uppenbart!"
Noteras kan att även om breven är unika i svensk historia så sände tsaren förolämpande brev även till andra härskare, som till exempel drottning Elisabet, som fick veta att hon var en maktlös gammal husfru.